# Hinojosa del Valle
Hinojosa del Valle – gmina w Hiszpanii, w prowincji Badajoz, w Estramadurze, o powierzchni 46,03 km². W 2011 roku gmina liczyła 529 mieszkańców.